# قائمة آلهة ومقاتلي الأساطير الإغريقية
كانت الميثولوجيا الإغريقية غنية بالشخصيات الألوهية والبطولية التي تكرر ذكرها في قصائد وكتابات العديد من شعراء وكتاب الإغريق، بحيث تجاوز عدد الآلهة 180 إله وأنصاف آلهة، منها ما كان لها أدوار عظيمة في الميثولوجيا الإغريقية أو في تفسير بعض الظواهر الطبيعية التي لم يتمكن الأقدمون من فهمها، ومنها ما كان لها أدوار ثانوية. كان للعديد من الآلهة الإغريقية آلهة مطابقة أو مشابهة لها في الحضارة والأساطير الرومانية.

## الآلهة

### آلهة أوليمبس
آلهة جبل أوليمبوس:
- أبولو (إله إغريقي) إله الفنون، بما فيها الموسيقى والشعر وهو أيضا اله الشمس. هو الأخ التوأم لآرتميس.
- آثينا إلهة الحكمة، الحرب، والتخطيط. هي ابنة زيوس المفضلة.
- آرتميس إلهة الصيد، الرماية، الولادة، العذرية، حامية صغار الحيوانات والبشر، وفي بعض الأساطير، كانت آلهة للقمر. هي أيضاً الأخت التوأم لأبولو.
- آريس إله الحرب والانتقام. هو أخ آثينا.
- أفروديت إلهة الحب والجمال.فهي آلهة الإغريق
- بوسيدون إله البحار. هو أخ هيدز وزيوس.
- ديونيسيوس إله الخمر. لم يكن ديونيسيوس أحد الآلهة الأولمبية الأصلية، لكنه انضم إليهم بعد أن تنازلت هيستيا عن منصبها لصالحه.
- ديميتر إلهة الزراعة والخصوبة.
- هيدز إله باطن الأرض. هو أخ بوسيدون وزيوس.
- هيرا إلهة الزواج، وهي زوجة زيوس.
- هيرميس إله السفر، اللصوص، التجارة، ورسول الآلهة.
- هيستيا إلهة الموقد. تنازلت عن منصبها كإحدى الآلهة الأولمبية الرئيسية لديونيسيوس.
- هيفيستوس إله النار. هو زوج أفروديت التي أجبرت بالزواج منه.
- زيوس ملك الآلهة وحاكمها، وهو إله الرعد والبرق.

### آلهة أخرى
| - إريس - إنياليوس - إنيو - إيثيهوفوس - إيراتو - إيروس - إيوس - إيوسفوروس - أتروبوس - أخيلوس | - أخيليس - أستيروب - أغديستيس - ألاستور - ألبيس - أليكترونا - أنيكس - أورانيا - أولسيون - أيت | - أيلوس - أيليثايا - آتيس - آريستايوس - آستريا - آسكليبيوس - آفيا - آمفتريت - آمون - آنثيا | - آيفريسون - بان - بروتيوس - بريابوس - بريزو - بلاياديس - بورياس - بوليديوسيس - بوليهيمنيا - بيا | - بيرسيفون - تايجيت - تايفون - تريتون - توربسيشور - ثالو - ثاليا - ثاناتوس - ثيتيس - دوريس | - دينلاس - ديوسكوري - ديونيسوس أو باخوس - زافيروس - ساليبسو - سليو - سيبيل - سيتو - سيرس - سيروس | - سيلين - سيلينو - غلاكوس - فورسيس - فيوريس - كابيري - كارون - كاستور - كاليوب | - كراجوس - كلوثو - كوتيس - لاخيسيس - مانيا - مايا - مورفيوس - موسيس - موموس | - مويرا - ميتس - ميروب - ميلبومين - نايك - نوتاس - نيرياس - نيمسيس - هاكيت | - هاورز - هايبريس - هايجيا - هيب - هيراكلز - هيسبيرا - هيليوس - يوتيرب - يوروس |

| - إيثر - كاوس - كرونوس - إيريبوس - إيروس - غايا - هيميرا - نيكس - الكيس - تارتاروس - أورانوس | - أستيريا - أسترايوس - أطلاس - سليمين - كويوس - كريوس - دايون - ايبيميثيوس - هايبيريون - لابيتوس - ليتو - منيموساين - أوسينيس - فيبي - بروميثيوس - ريا - تاثيس - ثيا - تميس | السكلوب: - آرجيس - برونتيس - ستيروبيس - بوليفيموس | - آخيلس - آخيرون - آسيس - آلفيوس - أسوبوس - كلاديوس - يوروتاس - بينياس | الحوريات: - أدراستيا - سليتي - كراتياس - دافني (طحت) - دريادس - هامادريادس - ميتوب - نايادس - سليوكاريا - نيريدز - آمفتريت - أريزوثا - أوسينيدس - آيديا - أوريادس - دريفن - كاليبسو | الجبابرة: - أغرياس - أولسيانياس - ألودي - أوتاس - أيفياليتس - أنتايوس - آرجيس - إنسيلادوس |

## مقاتلون
- هيراكليس
- أخيل
- هكتور